# Vladimir Ilyushin
Major General Vladimir Sergeyevich Ilyushin (em russo:  Владимир Серге́евич Ильюшин) (31 de março de 1927, Moscou  – 1º março de 2010) foi um general soviético, importante piloto de testes e filho do engenheiro aeroespacial Sergei Ilyushin. Ilyushin passou a maior parte da sua carreira trabalhando como piloto de testes para a Sukhoi. Em 1961, Ilyushin foi objeto de falsos rumores de que ele, em vez de Yuri Gagarin, teria sido o primeiro homem a viajar pelo espaço. De acordo com a teoria da conspiração, a sua missão não tivera sucesso, e a União Soviética teria então encoberto a história. Nenhuma fonte fiável desde a abertura de informações da glasnot confirmou essa história. Vladimir Ilyushin foi também o primeiro presidente da Federação Soviética de Rugby, e entrou postumamente para o Hall da Fama da International Rugby Board em 2013.

## Carreira como piloto de testes
Piloto da força aérea, Ilyushin chegou ao posto de Major da Força Aérea Soviética, com mais de 6 mil horas de voo e participação no programa espacial soviético. Ele pilotou o voo inaugural dos caças Sukhoi Su-11 (1958), Т-5 (1958), Su-15 (1962), Su-17 (1966), Su-24 (1967), Т-4 (1972), Su-25 (1975) e do famoso Su-27 (1977).

## Contato com o rugby
Ilyushin teve seu primeiro contato com o rugby na década de 1940, enquanto estudava no Instituto de Aviação de Moscou. De acordo com a International Rugby Board (IRB), "Seu amor pelo esporte foi imediato, e permaneceu com ele pelo resto de sua vida." Ele passou a dedicar então sua carreira ao rugby, o que fez dele, segundo o presidente do IRB Bernard Lapasset, "um verdadeiro pioneiro do Rugby na Rússia". No dia 31 de Março 1967 (seu 40º aniversário), fundou a Federação Soviética de Rugby, e foi nomeado seu primeiro presidente. Seu papel de difundir o rugby na força aérea soviética também foi notável, introduzindo o esporte na Academia Yuri Gagarin (atual VVA, um dos maiores clubes da Rússia). Após a dissolução da União Soviética, Ilyushin foi um dos fundadores da Federação de Rugby da Rússia. Ilyushin ainda viu a Rússia se classificar à Copa do Mundo de Rugby de 2011, mas faleceu dois dias após o feito, em 2 de março de 2010. Em fevereiro de 2013, Ilyushin foi introduzido no Hall da Fama do IRB durante a o sorteio de grupos da Copa do Mundo de Rugby, em Moscou.

## Honrarias e condecorações
- Herói da União Soviética (1960)
- Ordem do Mérito da Pátria, 3ª classe (29 Julho de 1999) - Pelos serviços prestados ao estado, uma grande contribuição para o desenvolvimento, a criação de tecnologia de aviação moderna e anos de trabalho diligente
- Ordem de Lenin
- Ordem da Bandeira Vermelha
- Ordem da Bandeira Vermelha do Trabalho, duas vezes
- Ordem da Estrela Vermelha
- Ordem do Badge of Honour
- Medalha do Jubileu "Em Comemoração ao 100.º Aniversário do Nascimento de Vladimir Ilitch Lenin" duas vezes
- Medalha de Serviço de Combate (1955)
- Medalha "Defesa de Moscou" (1945)
- Medalha de Lavaux (FAI, 1963)
- Prêmio Lenin (1976)
- Prêmio de Estado da Federação Russa (1996)
- Homenageado piloto de teste da URSS (1966)
- Mestre Homenageado do Esporte (1961)
- Medalha "vitória sobre a Alemanha na Grande Guerra Patriótica 1941-1945"
- Medalha Jubileu "Vinte Anos de Vitória na Grande Guerra Patriótica 1941-1945"
- Medalha do Jubileu "Trinta Anos de Vitória na Grande Guerra Patriótica 1941-1945"
- Medalha Jubileu "Quarenta Anos de Vitória na Grande Guerra Patriótica 1941-1945"
- Medalha "Valiant Trabalho na Grande Guerra Patriótica 1941-1945"
- Medalha "Veterano das Forças Armadas da URSS"
- Medalha Jubileu "30 Anos do Exército e da Marinha Soviéticos"
- Medalha Jubileu "40 Anos das Forças Armadas da URSS"
- Medalha Jubileu "50 Anos das Forças Armadas da URSS"
- Medalha Jubileu "60 Anos das Forças Armadas da URSS"
- Medalha de "Concerto Comemorativo do Aniversário 800 anos de Moscou"
- Medalha "Serviço Impecável" 1ª e 2ª classes
- Ordem do Alexander Nevsky (2007) - pelo serviço de esporte na Rússia [3]
- Hall da Fama do IRB (2013).[2]